# Georg Gartmayr
Georg Friedrich Hermann Eduard Gartmayr (* 30. November 1906 in München; † 4. Oktober 1980 in Mittenwald) war ein deutscher Generalmajor des Heeres der Bundeswehr.

## Leben
Gartmayr trat am 15. April 1925 als Offizieranwärter in das 7. Artillerie-Regiment der Reichswehr ein. Vom 27. Juni 1926, ab 14. Juli 1926 Fahnenjunker, ab 1. September 1927 Fähnrich und ab 1. August 1938 Oberfähnrich, bis 3. August 1928 besuchte er Lehrgänge an der Artillerie- und Infanterieschule. Am 1. April 1932 wurde er, ab 1. Dezember 1928 Leutnant, Adjutant der III. Abteilung in seinem Stammregiment und wurde am 1. Oktober 1932 Oberleutnant. Mit der Enttarnung der Verbände Mitte Oktober 1935 wechselte er als Adjutant in das Artillerie-Regiment 17 der 17. Infanterie-Division. Am 1. März 1936 wurde er zum Hauptmann befördert. Die Kriegsakademie besuchte er ab dem 19. Mai 1936. In der Wehrmacht folgte ab 25. März 1938 seine Stabsverwendung in der 7. Infanterie-Division. Als zweiter Generalstabsoffizier (Ib) kam er am 10. Oktober 1939 in den Generalstab der 1. Gebirgs-Division, unter dem Generalmajor Ludwig Kübler, und wurde am 30. Mai 1940 mit der Aufstellung erster Generalstabsoffizier der 6. Gebirgs-Division. In dieser Position wurde er am 1. Januar 1941 Major und am 8. Januar 1942 Oberstleutnant. Vom 28. Februar 1943 bis Juni 1943 war er in der Führerreserve. Als Nachfolger von Major i. G. Hans Georg Schmidt von Altenstadt wurde er im Juni 1943 Chef der Abteilung Kriegsverwaltung im Amt der Generalquartiermeisters im OKH. Am 1. November 1943 wurde er zum Oberst befördert. Ab 15. September 1944 war er Chef des Generalstabes des LI. Gebirgskorps. Von April 1945 bis Kriegsende war er Chef des Generalstabes des AOK 17.
Bis Kriegsende war er unter anderem mit dem Eisernen Kreuz II. (Oktober 1939) und I. (Juni 1940), dem Bulgarischen Tapferkeitsorden I. Klasse (1941) und dem Deutschen Kreuz in Gold (März 1945) ausgezeichnet worden.
Von Mai 1945 bis 16. Dezember 1949 befand er sich in sowjetischer Kriegsgefangenschaft. Ab dem 1. März 1950 war er bei der Bayerischen Versicherungsbank tätig.
Vom 29. August 1951 bis 31. Dezember 1955 war er militärischer Berater beim Generalstab der Republik Syrien. Am 3. Dezember 1956 trat er als Oberstleutnant in die Bundeswehr ein und wurde Unterabteilungsleiter FüH V im Führungsstab des Heeres. Am 31. Mai 1957 wurde er zum Oberst befördert.
Ab 1. Oktober 1959 war er als Brigadegeneral (Beförderung am 1. Juli 1959), er war bereits ab 1. November 1957 stellvertretender Kommandeur gewesen, Kommandeur der 1. Gebirgsdivision und blieb dies bis 30. September 1962. In dieser Position wurde er am 2. März 1961 zum Generalmajor befördert. Anschließend war er bis 1. September 1965 in der Operationsabteilung von SHAPE in Paris. Zum 1. Oktober 1965 wurde er in den einstweiligen Ruhestand versetzt.
1964 wurde auf seine Initiative hin die „Pionier-Kaserne“ (ehemalige „Ludendorff-Kaserne“) in Mittenwald in „General-Kübler-Kaserne“ umbenannt. Unter Kübler, der 1947 wegen „strafbarer Handlungen gegen Volk und Staat“ durch den jugoslawischen Staat hingerichtet worden war, hatte Gartmayr von Oktober 1939 bis Mai 1940 als Zweiter Generalstabsoffizier gedient.
Am 22. März 1966 wurde er mit dem Großen Verdienstkreuz ausgezeichnet.
Gartmayr war verheiratet und hatte drei Kinder. Er war der Sohn des charakterisierten Generalmajors Eduard von Gartmayr (1865–1954).